# ويكيبيديا الفرنسية
ويكيبيديا الفرنسية (بالفرنسية: Wikipédia en français)‏، هي إصدار اللغة الفرنسية من موسوعة ويكيبيديا، تاريخ إطلاقها كان في مارس 2001، تعد من بين أكبر عشر ويكيبيديا بعدد المقالات. ووصل عدد مقالاتها يوم 19 مايو 2025 إلى 2٬684٬964 مقالة و13٬485٬566 صفحة و225٬334٬078 تعديل و75٬395 ملف و5٬181٬742 مستخدم مسجل و17٬417 مستخدم نشط و142 إداري.

## مسار التقدم
- 21 سبتمبر 2010 , وصول عدد المقالات 1,000,000 لتصبح بذلك الويكيبيديا الثالثة التي تصل لمليون مقالة بعد كل من الإنجليزية والألمانية.[5][6]

الدول الاكثر استعمالا لويكيبيديا فرنسي تظهر باللون الأزرق

| \| بلدان العالم تستخدم تعديل ويكيبيديا الفرنسية خلال السنوات الماضية (2011/04 - 2012/03) Source \| بلدان العالم تستخدم تعديل ويكيبيديا الفرنسية خلال السنوات الماضية (2011/04 - 2012/03) Source \| بلدان العالم تستخدم تعديل ويكيبيديا الفرنسية خلال السنوات الماضية (2011/04 - 2012/03) Source \| بلدان العالم تستخدم تعديل ويكيبيديا الفرنسية خلال السنوات الماضية (2011/04 - 2012/03) Source \| بلدان العالم تستخدم تعديل ويكيبيديا الفرنسية خلال السنوات الماضية (2011/04 - 2012/03) Source \| \| -------------------------------------------------------------------------------------------- \| -------------------------------------------------------------------------------------------- \| -------------------------------------------------------------------------------------------- \| -------------------------------------------------------------------------------------------- \| -------------------------------------------------------------------------------------------- \| \| \| \| \| \| \| \| فرنسا \| فرنسا \| \| 79.3% \| 79.3% \| \| بلجيكا \| بلجيكا \| \| 5.9% \| 5.9% \| \| كندا \| كندا \| \| 4.9% \| 4.9% \| \| سويسرا \| سويسرا \| \| 2.5% \| 2.5% \| \| الولايات المتحدة \| الولايات المتحدة \| \| 1.3% \| 1.3% \| \| المغرب \| المغرب \| \| 0.6% \| 0.6% \| \| الجزائر \| الجزائر \| \| 0.6% \| 0.6% \| \| ألمانيا \| ألمانيا \| \| 0.5% \| 0.5% \| \| أخرى \| أخرى \| \| 4.4% \| 4.4% \| |                  |  |       |       |
| بلدان العالم تستخدم تعديل ويكيبيديا الفرنسية خلال السنوات الماضية (2011/04 - 2012/03) Source |                  |  |       |       |
| |                  |  |       |       |
| فرنسا | فرنسا            |  | 79.3% | 79.3% |
| بلجيكا | بلجيكا           |  | 5.9%  | 5.9%  |
| كندا | كندا             |  | 4.9%  | 4.9%  |
| سويسرا | سويسرا           |  | 2.5%  | 2.5%  |
| الولايات المتحدة | الولايات المتحدة |  | 1.3%  | 1.3%  |
| المغرب | المغرب           |  | 0.6%  | 0.6%  |
| الجزائر | الجزائر          |  | 0.6%  | 0.6%  |
| ألمانيا | ألمانيا          |  | 0.5%  | 0.5%  |
| أخرى | أخرى             |  | 4.4%  | 4.4%  |

## روابط خارجية
- الموقع الرسمي
- Enquête sur les utilisateurs des Wikipédia